# Castello di Nürburg
Il castello di Nürburg è il nome dato a delle rovine di una fortezza poste su una collina nella catena montuosa del Eifel, in Germania, nei pressi del villaggio di Nürburg, a sud di Adenau, nel Circondario di Ahrweiler nello stato della Renania-Palatinato. Si trova nei pressi del famoso anello nord del Nürburgring o Nordschleife ad una quota di 678 metri. Può essere visitato pagando una piccola mancia.